# Аракажу (микрорегион)
Аракажу (порт. Microrregião de Aracaju) — микрорегион в Бразилии, входит в штат Сержипи. Составная часть мезорегиона Восток штата Сержипи. Н
Население составляет 	835 816	 человек (на 2010 год). Площадь — 	864,510	 км². Плотность населения — 	966,81	 чел./км².

## Демография
Согласно сведениям, собранным в ходе переписи 2010 г. Национальным институтом географии и статистики (IBGE), население микрорегиона составляет:						
| Полное население                             | Полное население                             | Полное население                             | Полное население                             | 835 816 |
| -------------------------------------------- | -------------------------------------------- | -------------------------------------------- | -------------------------------------------- | ------- |
| в том числе:                                 | Городское население                          | 814 523                                      | Процент городского населения, %              | 97,45   |
|                                              | Сельское население                           | 21 293                                       | Процент сельского населения, %               | 2,55    |
|                                              | Мужское население                            | 394 382                                      | Процент мужского населения, %                | 47,19   |
|                                              | Женское население                            | 441 434                                      | Процент женского населения, %                | 52,81   |
| Плотность населения, чел/км²                 | Плотность населения, чел/км²                 | Плотность населения, чел/км²                 | Плотность населения, чел/км²                 | 966,81  |
| Население микрорегиона в % к населению штата | Население микрорегиона в % к населению штата | Население микрорегиона в % к населению штата | Население микрорегиона в % к населению штата | 40,42   |

## Статистика
- Валовой внутренний продукт на 2005 составляет 6 478 766 340 реалов (данные: Бразильский институт географии и статистики).
- Валовой внутренний продукт на душу населения на 2005 составляет 8449,06 реалов (данные: Бразильский институт географии и статистики).
- Индекс развития человеческого потенциала на 2000 составляет 0,763 (данные: Программа развития ООН).

## Состав микрорегиона
В составе микрорегиона включены следующие муниципалитеты:
1. Аракажу
2. Барра-дус-Кокейрус
3. Носа-Сеньора-ду-Сокорру
4. Сан-Кристован